# Waag (Oudewater)

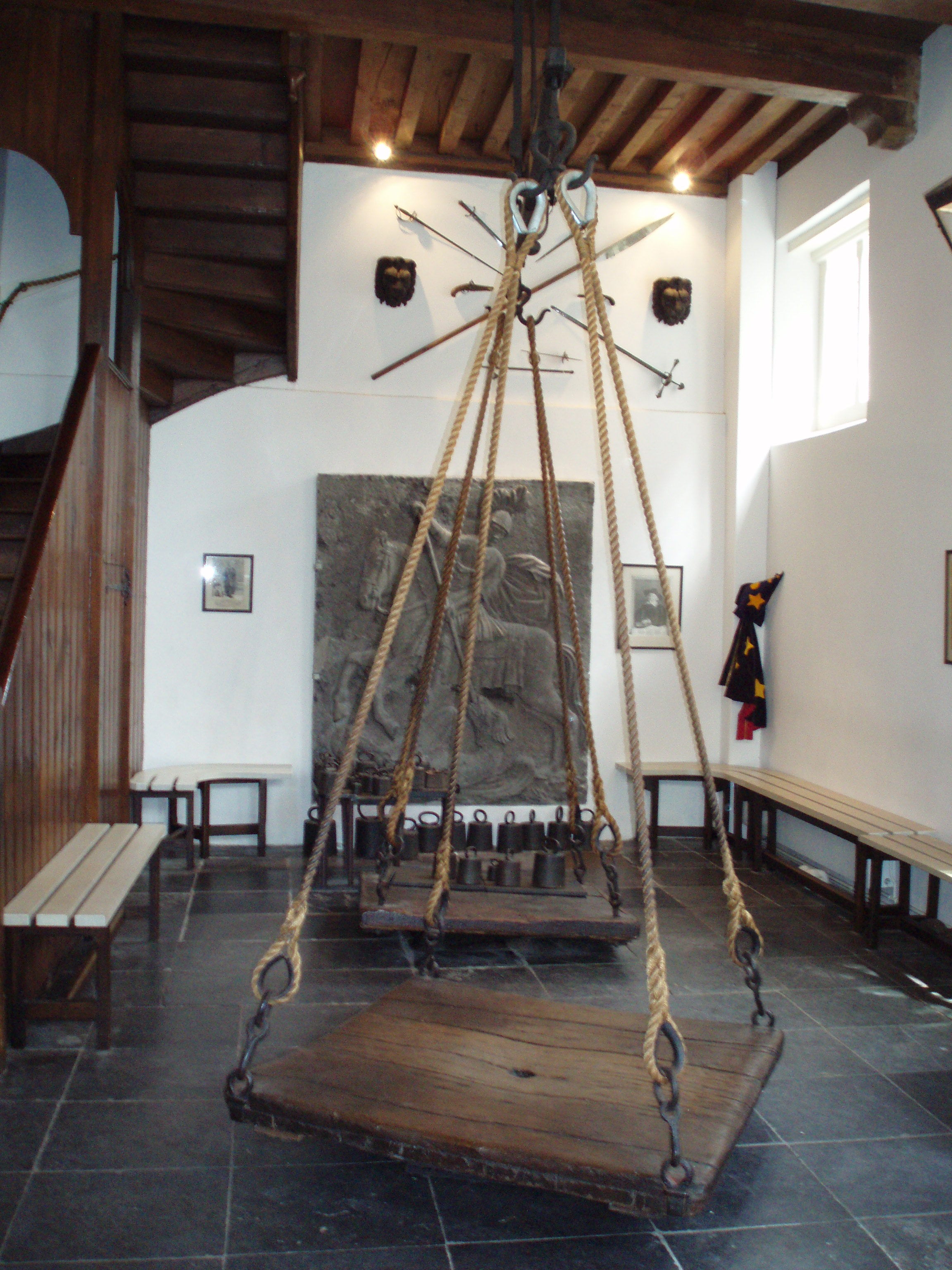
De Heksenwaag van Oudewater

De Waag van de Utrechtse stad Oudewater wordt ook wel de Heksenwaag genoemd, omdat hier van de 16de tot in de 18de eeuw personen werden gewogen die van hekserij werden beschuldigd.

## Geschiedenis
De waag werd in 1482 gebouwd als goederenwaag. Keizer Karel V gaf Oudewater in 1545 als enige plaats in Europa het privilege voor een eerlijk weegproces. Niemand werd er ooit als heks veroordeeld.
Historisch onderzoek door Kurt Baschwitz en anderen heeft duidelijk gemaakt dat dit een lucratieve onderneming betrof die ten tijde van de heksenvervolgingen in Europa op grote schaal voorzag in "niet-heks-verklaringen": oorkondes waarmee onschuldigen tegen betaling konden ontkomen aan gerechtelijke dwalingen.
De personen die zich daadwerkelijk in Oudewater lieten wegen om aan te tonen dat zij geen heks waren, waren gering in aantal en voornamelijk uit de directe omgeving van Oudewater afkomstig. In 1987 kon op basis van de beschikbare bronnen uit de periode 1674-1743 van slechts 13 personen met zekerheid vastgesteld worden dat zij een certificaat ontvangen hadden waaruit bleek dat zij op grond van hun gewicht geen heks konden zijn. Ten tijde van de heksenprocessen in de gewesten Holland en Utrecht in de laatste decennia van de zestiende eeuw werd van de Heksenwaag geen gebruik gemaakt. De overheid in Oudewater voerde de weegproeven nog uit in een periode dat elders in de Republiek rechters weigerden om dergelijke testen waarmee van hekserij beschuldigden hun onschuld wilden bewijzen uit te voeren. Beschuldigingen van hekserij werden toen eerder als smaad dan als een serieus te nemen klacht beschouwd. Aangezien voor ieder certificaat betaald diende te worden hebben mogelijk economische motieven hierbij een rol gespeeld. Iedere weging betekende immers meer inkomsten voor de stad Oudewater.

## Museum
Tegenwoordig is de Heksenwaag een toeristische attractie. Bezoekers kunnen zich er nog steeds laten wegen en krijgen dan een Certificaet van Weginghe waarop staat dat de gewogene niet te licht bevonden is en dus geen heks is. Op de bovenverdieping van het waaggebouw is een tentoonstelling over heksenvervolging in Europa ingericht.